# Евмахия

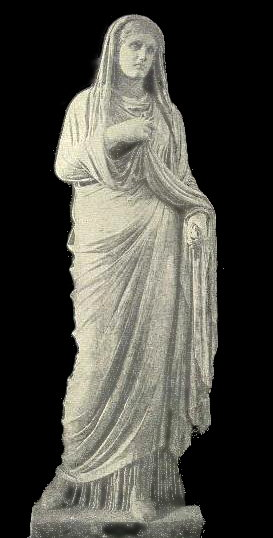
Статуя, воздвигнутая в честь Евмахии в Помпеях

Евмахия (лат. Eumachia) — публичная жрица императорского культа в Помпеях в I веке н. э., а также матрона коллегии фуллонов (вальщиков шерсти). Она известна прежде всего по надписям на большом общественном здании, которое она финансировала и посвятила пиетас и Конкордии Августе.

## История и значение
Евмакия была дочерью Луция Евмахия, который, возможно, сколотил большое состояние на производстве кирпича, черепицы и амфор. Она вышла замуж за Марка Нумистрия Фронтона, который, вероятно, занимал важный пост при дуовире. Нумистрии были одним из старейших и наиболее могущественных родов Помпеи, и вполне возможно, что, когда Нумистрий умер, он оставил своё богатство Евмахии и их сыну. Несомненно лишь то, что Евмахия сумела использовать свой достаток и общественное положение, чтобы получить должность публичной жрицы богини Венеры Помпейской. И она стала успешным патроном экономически значимой коллегии фуллонов, которое состояло из кожевников, красильщиков и портных.
Евмахия важна в истории как пример того, как римская женщина неимператорского и неаристократического происхождения могла стать важной фигурой в обществе и участвовать в его делах. Она рассматривается как пример тогдашнего роста участия женщин в политике, использующих власть публичных жриц, единственного политического поста, который могла занимать женщина, не имевшая знатное происхождение.

## Здание Евмахии

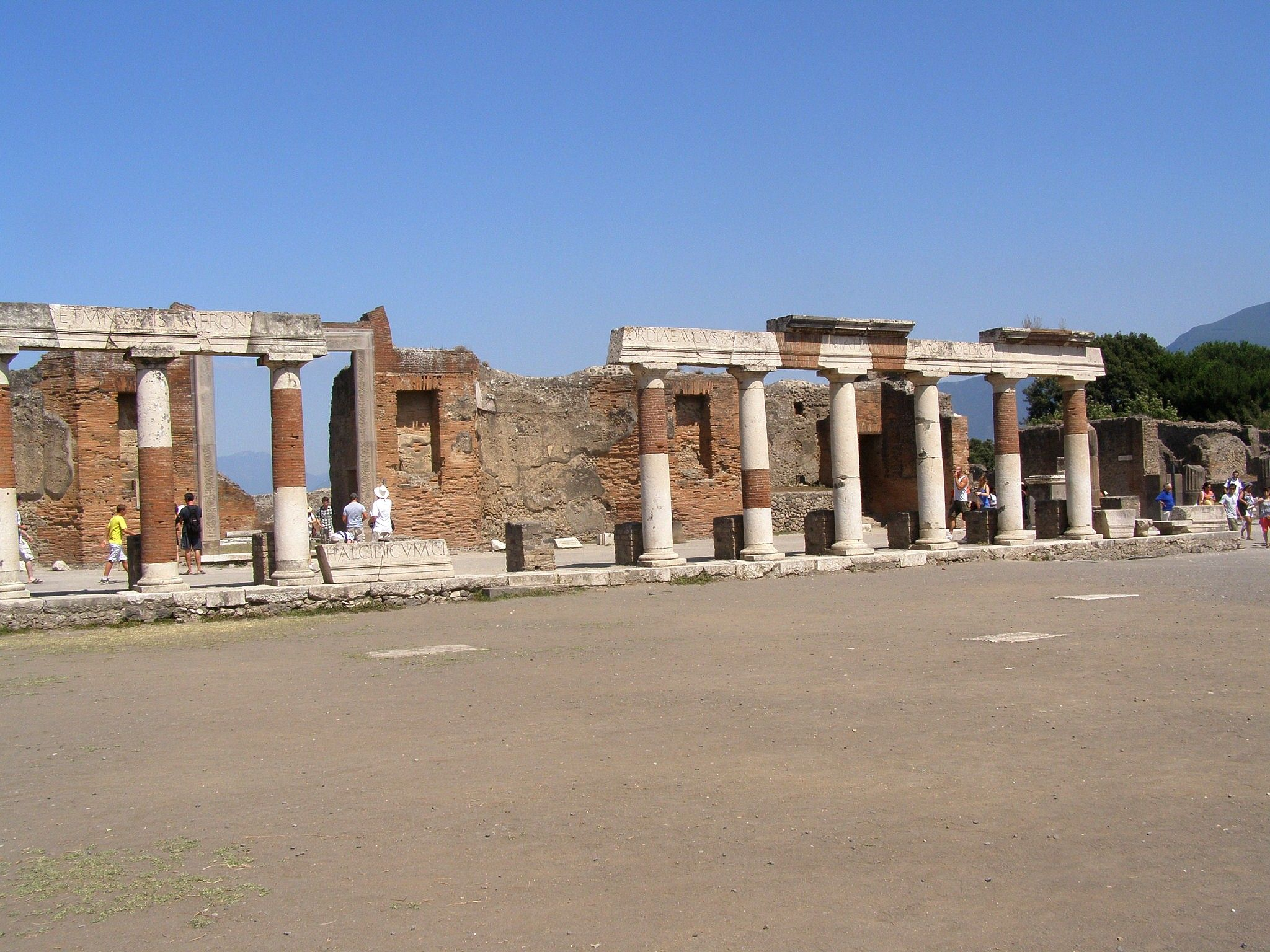
Развалины здания, финансировавшегося Евмахией, с частями надписи, видимой на горизонтальном светлом камне

Здание Евмахии, самое большое строение рядом с форумом Помпей, обычно подразделяют на три части: халцидик, портик и крипту. Халкидикум занимает переднюю часть здания и является важной частью непрерывного портика, идущего вдоль восточной части форума. Портик представляет собой четырёхстороннюю колоннаду, окружающую большой двор. Наконец, крипта являет собой большой коридор за портиком с его северо-восточной и южной стороны, отделённый от него одной стеной с окнами, которые, вероятно, когда-то имели закрытые ставни, согласно более ранних описаниям во дворе были даже цистерны, чаны, тазы и каменные столы. В центре двора, который, по сообщениям, был вымощен каменными плитами, находится каменный блок с железным кольцом, закрывающим подземный резервуар. Датировка здания несколько расплывчата и приходится на период где-то между 9 годом до н. э. и 22 годом н. э. Фронтон Марка Нумистрия имел посмертную надпись, посвящённую ему, он занимал должность дуумвира в 3 году н. э., по этой причине считается, что он скорее был мужем Евмахии, чем её сыном. Идеализированная статуя Евмахии облачённой в тунику, столу и плащ, расположена в нише в задней части здания.
Фактическое назначение здания неизвестно, существуют лишь несколько равноценных вероятных теорий насчёт этого:
- Рынок для товаров, особенно для тех, что продавались коллегией фуллонов, матроной которых была Евмахия[7].
- Центр коллегии фуллонов, где они стирали, растягивали и красили шерсть, с местом валяния, расположенным вне него из-за запаха[8].
- Центр коллегии фуллонов, где они делали всё, что было связано с процессом валяния, с предположением, что запахи не имели большого значения в древнем городе до изобретения современный канализационной системы[7].

Здание в целом предположительно было посвящено августианскому согласию и благочестию, как полагают, по образу и подобию Ливии. Перед зданием находятся основание утраченных статуй Ромула и Энея. На картинах, изображающих улицу Изобилия, где расположено здание, можно различить Энея, ведущего свою семью из Трои, и Ромула, держащего spolia opima.

## Эвергетизм
Используя свое огромное богатство для финансирования большого проекта общественных работ, Евмахия вовлекалась в социально-политический феномен добровольного дарения средств, известный как эвергетизм, получивший распространение среди богатых людей её времени. В ранней Римской империи зажиточные граждане всё чаще жертвовали своё богатство группам в своих общинах в обмен на общественные почести.

## Статуя

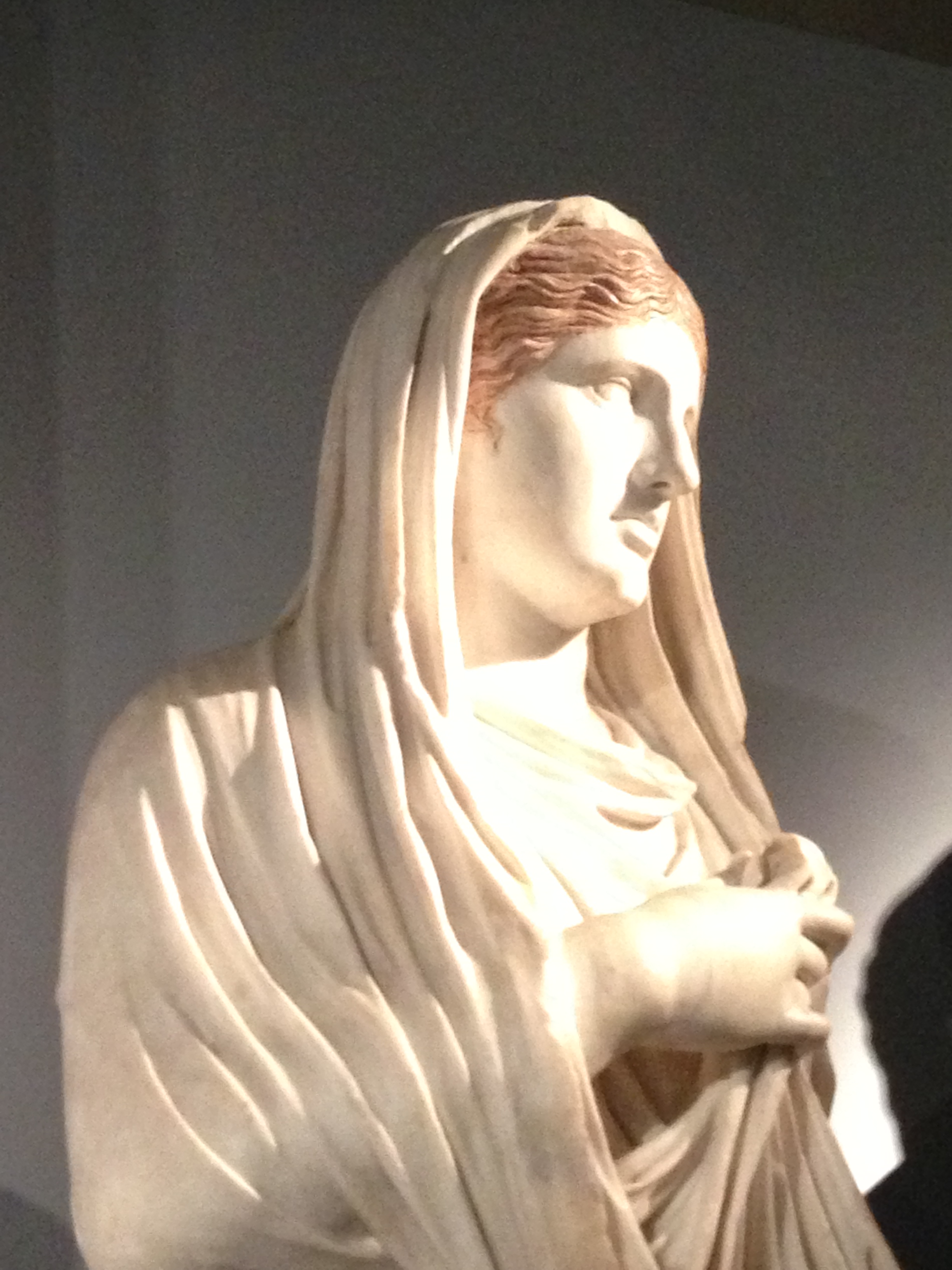
Статуя Евмахии, выставленная в Британском музее в 2013 году

В благодарность за её щедрость и в ознаменовании её власти и социального статуса фуллоны возвели статую Евмахии в образе жрицы. На пьедестале было выбито посвящение благодетельнице: «EVMACHIAE L F SACERD PVBL FVLLONES», что можно условно перевести как «Евмахии, дочери Луция, публичной жрице Венеры Помпейской, от фуллунов».